# Joachim Tilsch

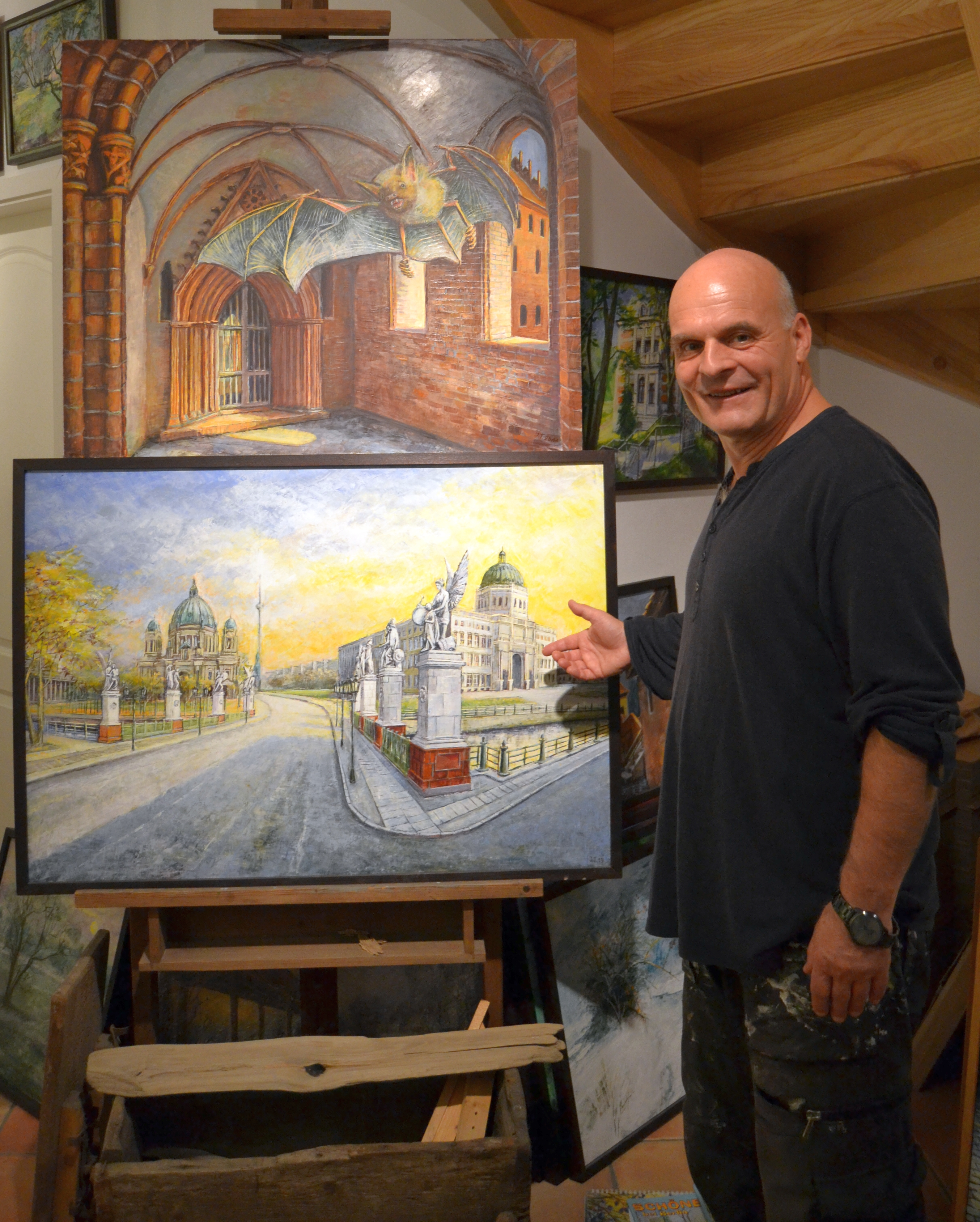
Joachim Tilsch im November 2019 in seinem Atelier neben zweier seiner Werke

Joachim Tilsch (* 15. April 1959 in Schöneiche bei Berlin) ist ein deutscher Kunstmaler. Seine Spezialität sind Acrylbilder, häufig in Verbindung mit Spachtelarbeiten.
Joachim Tilsch ist das fünfte von sechs Geschwistern. Er besuchte von 1966 bis 1976, von der ersten bis zur zehnten Klasse, die POS I „Arkadi Gaidar“ in Schöneiche. Als Schüler wirkte er am Kinderstudio der Komischen Oper in Berlin mit und erlernte hier auch Musikinstrumente zu spielen. Nach der Schule folgte die Berufsausbildung mit Abitur im Zementwerk Rüdersdorf. Während dieser Zeit besuchte er auch Malkurse und Malzirkel. Nach der Ausbildung leistete Tilsch zwischen 1979 und 1981 seinen 18-monatigen Grundwehrdienst ab. Danach wurde er an der Komischen Oper Bühnenmaler und studierte zudem Malerei an der Kunsthochschule Berlin-Weißensee im Abendstudium. 1984 begann er ein Studium an der Hochschule für Bildende Künste Dresden, das er 1987 beendete. Es folgte von 1987 bis 1988 eine erneute Tätigkeit an der Komischen Oper, seit 1989 ist Tilsch selbstständiger Künstler, der in seinem Heimatort Schöneiche lebt und arbeitet. Bei der Gemeinderatswahl 2014 trat er als unabhängiger Kandidat auf der Liste von Bündnis 90/Die Grünen an, erlangte aber knapp kein Mandat. Schon in den 1990er Jahren saß er für eine Wahlperiode als unabhängiger Kandidat im Gemeinderat.
Tilsch arbeitet vor allem mit Acrylfarben, daneben auch mit Ölfarben. Häufig verbindet er die Malerei mit Spachtelarbeiten, was seinen Werken eine besondere Struktur verleiht. Zudem verwendet er häufig ungewöhnliche Bildträger, so alte Holzbretter, Türen, Fenster und Mobiliar. Seine Motive sind vielschichtig, einen besonderen Hang hat Tilsch zu Naturdarstellungen, wobei er oft brandenburgische Landschaften zeigt, sowie Bilder mit religiösen Motiven, die er jedoch in eher ungewöhnlicher Weise zeigt. Seit den 2010er Jahren wird er zunehmend politischer in seinen Arbeiten. Der Stil erinnert stark an Werke des Impressionismus, kennzeichnend sind kräftige Farben und ein Spiel mit Licht und Schatten.

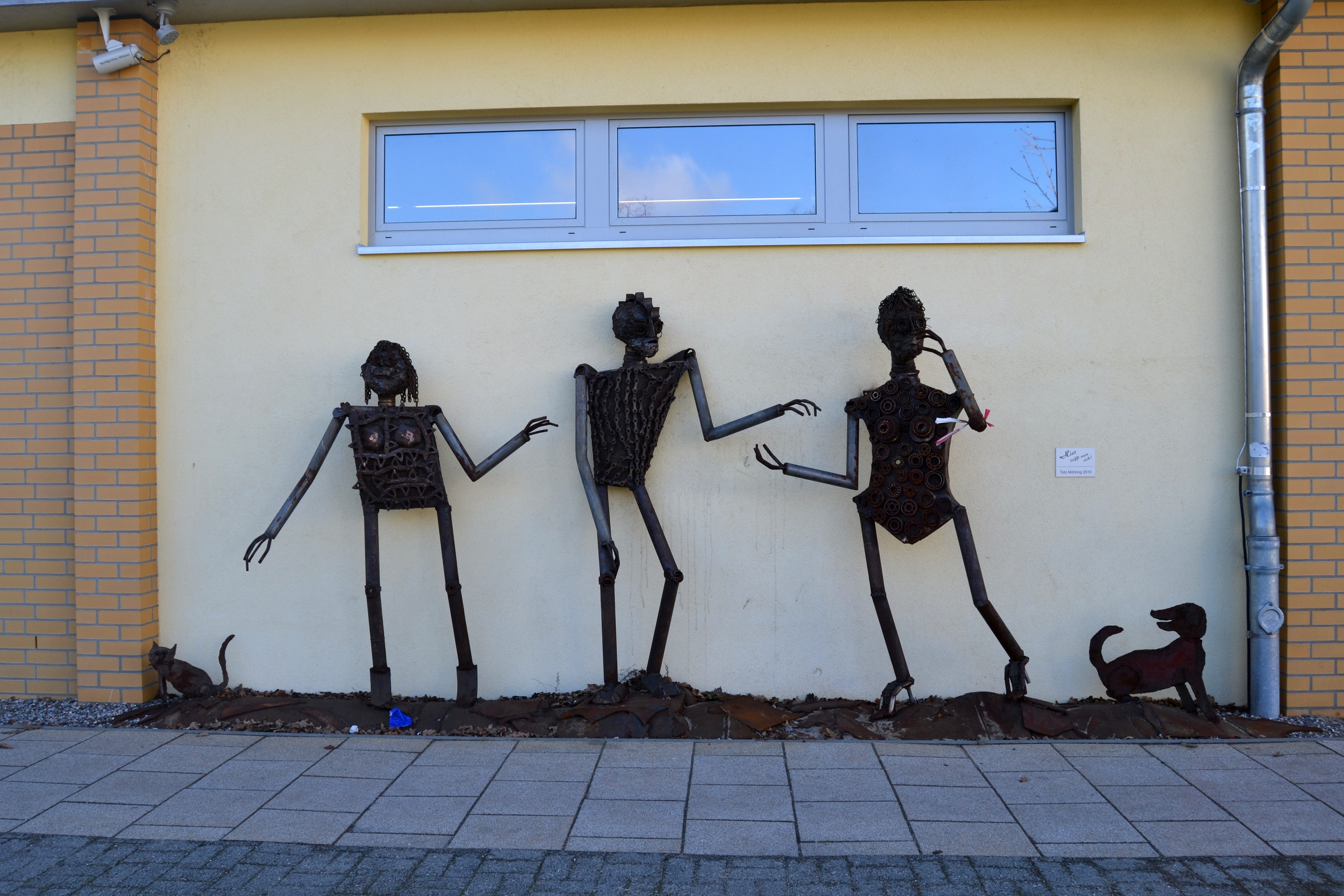
Mit Tobi Möhring gestaltete Skulptur „Hier trifft man sich“.

Tilsch ist mit seinen Kunstwerken in seiner Heimatregion sehr präsent. So finden sich im öffentlichen Raum Werke wie von ihm verzierte Straußenskulpturen auf dem Gelände des Krankenhauses Strausberg und der Strausberger Stadtwerke oder sein 2010 mit dem Schrottkünstler Tobi Möhring gestaltetes Werk „Hier trifft man sich“ am örtlichen Edeka-Markt in Schöneiche. Im Markt findet sich sein Werk „Schöneicher Frühstück“, in dem er drei der populärsten Unterhaltungskünstler der DDR, die in Schöneiche ihren Wohnsitz hatten, in Szene setzte: die Entertainerin Helga Hahnemann, den Schriftsteller Otto Häuser und den Puppenspieler Heinz Schröder. Mit Otto Häuser gestaltete er 2004 auch ein gemeinsames Buch, Mit Humor und Hinterlist, wobei Häuser die Texte und Tilsch die Bilder beisteuerte. Titelbild ist Tilschs Bild „Generationen“. Auch im Schöneicher Rathaus finden sich Werke von ihm. Einzelausstellungen hatte er unter anderem im Kundencenter der WSE in Strausberg oder im Berliner Restaurant „März“, wo er gemeinsam mit der Schauspielerin Josepha Gruenberg die Vernissage gestaltete. Einzelne Werke finden sich auch in internationalen Ausstellungen, so 2018 seine „Ostmadonna“ in Paris.
Jährlich wird seit 1992 ein Kalender mit 13 Werken Tilschs veröffentlicht, die sich jeweils einem bestimmten Thema Brandenburgischer, einschließlich Berlins, Landschaften widmen.

## Publikationen
- mit Otto Häuser: Mit Humor und Hinterlist. Geschichten von Otto Häuser & Bilder von Joachim Tilsch. Individuell, Schöneiche 2004, ISBN 3-935552-08-4.

## Einzelbelege
1. ↑  Manja Wilde: Joachim Tilsch lässt Weltbild entstehen. In: Märkische Oderzeitung. 11. August 2015, archiviert vom Original.
2. ↑  Malerei Grafik Joachim Tilsch Kunstkalender › Tilsch Schöneiche bei Berlin. Abgerufen am 29. September 2019.
3. ↑  Ein Strauss für das Krankenhaus. Abgerufen am 29. September 2019.
4. ↑  EDEKA Schöneiche. Abgerufen am 29. September 2019.
5. ↑  Malerei Grafik Joachim Tilsch Kunstkalender. Abgerufen am 29. September 2019.
6. ↑  Flyer RAThausART - Schöneiche bei Berlin. Archiviert vom Original (nicht mehr online verfügbar) am 29. September 2019; abgerufen am 29. September 2019.  Info: Der Archivlink wurde automatisch eingesetzt und noch nicht geprüft. Bitte prüfe Original- und Archivlink gemäß Anleitung und entferne dann diesen Hinweis.
7. ↑  News. Ehemals im Original (nicht mehr online verfügbar); abgerufen am 29. September 2019. (Seite nicht mehr abrufbar. Suche in Webarchiven)
8. ↑  Vernissage "Lichte Momente". Abgerufen am 29. September 2019.
9. ↑  Geschichte: Schöneicher Ostmadonna wird in Paris ausgestellt. Abgerufen am 29. September 2019.
10. ↑  Kunstkalender von Joachim Tilsch 2011 - Brandenburg-Buch - Bücher und Landkarten. Ehemals im Original (nicht mehr online verfügbar); abgerufen am 29. September 2019. (Seite nicht mehr abrufbar. Suche in Webarchiven)

| Personendaten    | Personendaten         |
| ---------------- | --------------------- |
| NAME             | Tilsch, Joachim       |
| KURZBESCHREIBUNG | deutscher Kunstmaler  |
| GEBURTSDATUM     | 15. April 1959        |
| GEBURTSORT       | Schöneiche bei Berlin |